# Mamucia skocznia narciarska
Mamucia skocznia narciarska (pot. mamut) – skocznia narciarska, której rozmiar (HS) wynosi co najmniej 200 m. Od 2015 roku w regularnym użytku są 4 mamucie skocznie narciarskie, na których co 2 lata (w „latach parzystych”) organizowane są mistrzostwa świata w lotach narciarskich.
W latach 30. XX wieku Międzynarodowa Federacja Narciarska (FIS) ograniczała maksymalną dozwoloną odległość punktu krytycznego „P” skoczni narciarskiej do 70 metrów. Wybudowana w 1933 r., a otwarta 4 lutego 1934, Bloudkova velikanka w Planicy była pierwszą w historii skocznią, która złamała to ograniczenie – jej punkt krytyczny wynosił 90 metrów. Z uwagi na duże rozmiary, skocznię nazwano „mamutem”. Wkrótce mianem mamuta zaczęto określać także inne, nowo-powstające ponadnormatywne obiekty. Ograniczenie maksymalnej dozwolonej odległości punktu krytycznego „P” dla skoczni nie-mamutów zostało w 1936 roku podniesione do 80 m, a w 1957 roku do 90 m.
Na XV Międzynarodowym kongresie narciarskim w Helsinkach (1938) uznano po raz pierwszy skocznie mamucie, lecz jedynie na zasadzie projektu eksperymentalnego, nie precyzując zasad rozgrywania zawodów, w kolejnych dwóch dekadach ograniczając się wyłącznie do biernego monitorowania rozwoju konkurencji lotów narciarskich. W latach 60. XX wieku FIS ostatecznie usankcjonowała skocznie mamucie, ograniczając jednak możliwości przeprowadzania zawodów w lotach narciarskich oraz powstawania nowych „mamutów”. Konkursy w lotach narciarskich mogły odbywać się jedynie raz do roku, na tylko jednej z trzech licencjonowanych skoczni mamucich (Planica, Oberstdorf, Kulm).
W 2009 r. FIS zmieniła przepisy, zwiększając maksymalną różnicę wysokości pomiędzy progiem, a wybiegiem na 135 metrów (poprzednio było to 130 metrów). Żadna skocznia mamucia nie posiada zeskoku pokrytego igelitem. Vikersundbakken, Heini-Klopfer-Skiflugschanze w Oberstdorfie i Čerťák w Harrachovie mają sztuczne oświetlenie, natomiast na Letalnicy w Planicy sztuczne oświetlenie zainstalowano wyłącznie na czas trwania Mistrzostw Świata w Lotach Narciarskich 2020. Najwyższą wieżę najazdową ze wszystkich skoczni narciarskich - wysokości 73 metrów - posiada nieczynna Copper Peak w amerykańskim Ironwood.
Od 1985 r. FIS nie uznaje rekordów w długości skoku lub lotu za oficjalne. Nieoficjalny rekord świata ustanowiony został 30 marca 2025 roku na Letalnicy w Planicy przez Domena Prevca i wynosi 254,5 m.
Najdłuższy skok/lot narciarski w historii wynoszący 291 m oddał Ryōyū Kobayashi 24 kwietnia 2024 w Akureyri w ramach przedsięwzięcia zorganizowanego przez firmę Red Bull. Od razu po zakończeniu całego przedsięwzięcia skocznia została rozebrana.

## Lista mamucich skoczni narciarskich
| Czynne homologowane skocznie mamucie                   | Czynne homologowane skocznie mamucie | Czynne homologowane skocznie mamucie | Czynne homologowane skocznie mamucie | Czynne homologowane skocznie mamucie | Czynne homologowane skocznie mamucie | Czynne homologowane skocznie mamucie | Czynne homologowane skocznie mamucie | Czynne homologowane skocznie mamucie |
| Miejscowość                                            | Nazwa skoczni                        | Rok budowy                           | Punkt P                              | Punkt K                              | HS                                   | Rekord                               | Data                                 | Rekordzista                          |
| ------------------------------------------------------ | ------------------------------------ | ------------------------------------ | ------------------------------------ | ------------------------------------ | ------------------------------------ | ------------------------------------ | ------------------------------------ | ------------------------------------ |
| Rateče (Planica)                                       | Letalnica                            | 1969                                 | P183                                 | K200                                 | HS240                                | 254,5 m                              | 30 marca 2025                        | Domen Prevc                          |
| Vikersund                                              | Vikersundbakken                      | 1965                                 | P165                                 | K200                                 | HS240                                | 253,5 m                              | 18 marca 2017                        | Stefan Kraft                         |
| Bad Mitterndorf (Tauplitz)                             | Kulm                                 | 1950                                 | P166,2                               | K200                                 | HS235                                | 244,0 m                              | 16 stycznia 2016                     | Peter Prevc                          |
| Oberstdorf                                             | Heini-Klopfer-Skiflugschanze         | 1950                                 | P171                                 | K200                                 | HS235                                | 242,5 m                              | 20 marca 2022                        | Domen Prevc                          |
| Skocznie mamucie nieczynne, homologowane w przeszłości |                                      |                                      |                                      |                                      |                                      |                                      |                                      |                                      |
| Harrachov                                              | Čerťák                               | 1979                                 | P148                                 | K185                                 | HS210                                | 214,5 m                              | 19 stycznia 2008 9 marca 2002        | Thomas Morgenstern Matti Hautamäki   |
| Ironwood                                               | Copper Peak                          | 1969                                 | P120                                 | K145                                 | —                                    | 158,0 m                              | 22 stycznia 1994                     | Matthias Wallner Werner Schuster     |

Pozostałe skocznie, które mimo braku homologacji były określane mianem mamuciej, ze względu na ponadnormatywny rozmiar:
- skocznia hotelu Maloja Palace(inne języki) w Maloi (Szwajcaria)[4][wymaga weryfikacji?] – wybudowana w 1920 z punktem krytycznym 70 m[21];
- Trampolino Gigante del Corno d'Aola(inne języki) w Ponte di Legno (Włochy)[5][22] – wybudowana w 1928 z punktem krytycznym 90 m. W dniu 17 marca 1935 Fritz Kainesdörfer (Szwajcaria) ustanowił na niej rekord świata skacząc 99,5 m, zaś Olav Ulland(inne języki) (Norwegia) jako pierwszy w historii przekroczył barierę stu metrów, oddając nieustany skok na 103,5 m[22][23][24];
- skocznia Becker Hill w Ogden (Utah) (Stany Zjednoczone)[25] – wybudowana w 1930 z punktem krytycznym ok. 65 m. Podczas treningu 1 stycznia 1931 Alf Engen(inne języki) (Norwegia) skokiem na 247 stóp (75,3 m) ustanowił nieoficjalny rekord świata[26];
- Tremplin de Bretaye(inne języki) w Villars-sur-Ollon(inne języki) (Szwajcaria)[4] – wybudowana w 1932 z punktem krytycznym 85 m. W 1933 na skoczni bito trzy razy rekord świata – Sigmund Ruud (Norwegia) skokami na 84 i 86 metrów, zaś miejscowy Henri Ruchet (Szwajcaria) skokiem na 87 metrów[27];
- Bloudkova velikanka w Planicy, Rateče (Słowenia)[22] – skocznia, która jako pierwsza uzyskała potem status oficjalnie licencjonowanej skoczni mamuciej[potrzebny przypis]. Wybudowana w 1933 z punktem krytycznym 90 m, w 1935 powiększonym do 106 m, a w 1941 do 120 m[3];
- Narekollen(inne języki) w Nordagutu(inne języki) (Norwegia)[28] – wybudowana w 1934 z punktem krytycznym 90 m[29];
- Vikersundbakken w Vikersundzie (Norwegia)[22] – wybudowana w 1936 z punktem krytycznym 90 m. Po przebudowie w 1965 punkt krytyczny powiększono do 144 m, dzięki czemu skocznia mogła ponownie zostać zaliczona do grona „mamutów”, a później otrzymać homologację[30];
- Hochkönigschanze w Bischofshofen (Austria)[5] – wybudowana w 1947 z punktem krytycznym 90 m[31];
- skocznia Kasztak w Krasnojarsku (Rosja)[32] – wybudowana w 1974 roku z punktem krytycznym 132 m. W latach 1977–1985 rozgrywano na niej Mistrzostwa Związku Radzieckiego w lotach narciarskich[33];
- skocznia K300 / HS400 w Heiligenblut am Großglockner (Austria) – wybudowana i rozebrana w 2011, na skoczni nie został oddany żaden skok[34];
- skocznia K253,5 / HS300 w Akureyri (Islandia) – ubita z naturalnego śniegu, po jego stopnieniu przestała istnieć. Budowa trwała w okresie od lutego do marca 2024. Skoki oddawał wyłącznie Ryōyū Kobayashi, w dniach 23–24 kwietnia 2024, w ostatnim skoku ustanawiając rekord obiektu wynoszący 291,0 m[32][35].